# Juan Postigos
Juan Miguel Postigos (Lima, 13 mei 1989) is een Peruviaans judoka die zijn vaderland tweemaal op vertegenwoordigde bij de Olympische Spelen: in 2012 (Londen) en 2016 (Rio de Janeiro). Beide keren strandde hij voortijdig in het toernooi.

## Erelijst

### Pan-Amerikaanse Spelen
- 2011 – Guadalajara, Mexico (– 60 kg)

### Pan-Amerikaanse kampioenschappen
- 2010 – San Salvador, El Salvador (– 60 kg)
- 2016 – Havana, Cuba (– 60 kg)
- 2017 – Panama-Stad, Panama (– 66 kg)